# Lijst van ondersoorten van de honingbij
Onderstaand een lijst van alle ondersoorten van de honingbij (Apis mellifera). 
| Europa                                                         |                      |                                                 |                                  |
| Wetenschappelijke naam                                         | Nederlandse naam     | Voorkomen                                       | Afbeelding                       |
| Apis mellifera ligustica Spinola, 1806                         | Italiaanse bij       |                                                 |                                  |
| Apis mellifera carnica Pollmann, 1879                          | Krainer bij          |                                                 |                                  |
| Apis mellifera caucasia Pollmann, 1889                         | Kaukasische bij      |                                                 | Plaats uw zelfgemaakte foto hier |
| Apis mellifera remipes                                         |                      |                                                 | Plaats uw zelfgemaakte foto hier |
| Apis mellifera mellifera                                       | Europese zwarte bij  | Noordelijk en westelijk Europa tot in de Oeral. |                                  |
| Apis mellifera iberica Goetze, 1964                            |                      |                                                 | Plaats uw zelfgemaakte foto hier |
| Apis mellifera cecropia Kiesenwetter, 1860                     | Griekse bij          |                                                 | Plaats uw zelfgemaakte foto hier |
| Apis mellifera cypria Pollmann, 1879                           |                      |                                                 | Plaats uw zelfgemaakte foto hier |
| Apis mellifera ruttneri Sheppard, Arias, Grech & Meixner, 1997 | Maltese honingbij    |                                                 |                                  |
| Apis mellifera sicula Montagano, 1911                          |                      |                                                 | Plaats uw zelfgemaakte foto hier |
| Afrika                                                         |                      |                                                 |                                  |
| Wetenschappelijke naam                                         | Nederlandse naam     | Voorkomen                                       | Afbeelding                       |
| Apis mellifera scutellata                                      | Afrikaanse honingbij |                                                 |                                  |
| Apis mellifera capensis Eschscholtz, 1822                      |                      |                                                 |                                  |
| Apis mellifera monticola Smith, 1961                           |                      |                                                 | Plaats uw zelfgemaakte foto hier |
| Apis mellifera sahariensis Baldensperger, 1932                 |                      |                                                 | Plaats uw zelfgemaakte foto hier |
| Apis mellifera intermissa von Buttel-Reepen, 1906              |                      |                                                 | Plaats uw zelfgemaakte foto hier |
| Apis mellifera major Ruttner, 1978                             |                      |                                                 | Plaats uw zelfgemaakte foto hier |
| Apis mellifera adansonii Latreille, 1804                       |                      |                                                 | Plaats uw zelfgemaakte foto hier |
| Apis mellifera unicolor Latreille, 1804                        |                      |                                                 | Plaats uw zelfgemaakte foto hier |
| Apis mellifera lamarckii Cockerell, 1906                       |                      |                                                 | Plaats uw zelfgemaakte foto hier |
| Apis mellifera litorea Smith, 1961                             |                      |                                                 | Plaats uw zelfgemaakte foto hier |
| Apis mellifera nubica Ruttner, 1976                            |                      |                                                 | Plaats uw zelfgemaakte foto hier |
| Apis mellifera jemenitica                                      |                      |                                                 | Plaats uw zelfgemaakte foto hier |
| Midden-Oosten en Azië                                          |                      |                                                 |                                  |
| Wetenschappelijke naam                                         | Nederlandse naam     | Voorkomen                                       | Afbeelding                       |
| Apis mellifera macedonica                                      |                      |                                                 | Plaats uw zelfgemaakte foto hier |
| Apis mellifera meda                                            |                      |                                                 | Plaats uw zelfgemaakte foto hier |
| Apis mellifera adamii                                          |                      |                                                 | Plaats uw zelfgemaakte foto hier |
| Apis mellifera armeniaca                                       |                      |                                                 | Plaats uw zelfgemaakte foto hier |
| Apis mellifera anatolica Maa, 1953                             |                      |                                                 | Plaats uw zelfgemaakte foto hier |
| Apis mellifera syriaca                                         |                      |                                                 |                                  |
| Apis mellifera pomonella                                       |                      |                                                 | Plaats uw zelfgemaakte foto hier |